# Gerardo Metallo
Gerardo Metallo (14 de febrero de 1871, Calabritto, Italia - 14 de julio de 1946 en Montevideo, Uruguay), fue un pianista, director y compositor ítalo-uruguayo. La mayor parte de su vida transcurrió en Uruguay, más precisamente en la ciudad de Montevideo, donde llegó en 1882 con apenas once años.

## Sus composiciones
De su obra se destacan valses  como “Recordándote”, “A ti” y “Lejos del bien amado” y tangos como “El otario” y “La mascota”.
Compuso además la Marcha de Tres Árboles que evoca la batalla librada el 17 de marzo de 1897, en el Paso Hondo del arroyo Tres Árboles en el que el ejército revolucionario blanco venció a las fuerzas gubernamentales. Con la letra de Julio Casas Araujo la marcha es considerada como himno del Partido Nacional. Asimismo la música forma parte del repertorio oficial del Ejército Argentino. 

## Obras musicales
- Recordándote
- A ti
- Lejos del bien amado
- Marte
- Vivo para amarte
- Sueños del corazón
- Dulces recuerdos
- Esperándote
- El taura
- El chingolo
- El Charrúa
- Qué hacés que no te casás
- Que Trucha
- Estate quieto
- Bajo el alero
- Marcha de Tres Árboles
- Curro Cúchares